# Дом В. М. Рукавишникова
Дом В. М. Рукавишникова — памятник градостроительства и архитектуры в историческом центре Нижнего Новгорода. Построен в 1888 году. Автор проекта неизвестен.
Исторически здание являлось флигелем городской усадьбы. Выступает примером исторического наследия нижегородской деревянной архитектуры XIX — начала XX веков. Яркий памятник городского деревянного зодчества в стиле академической эклектики. 

## История
На участке, где расположен дом, исторически располагалась городская усадьба, в 1881 году выкупленная нижегородским купцом В. М. Рукавишниковым. На тот момент по красной линии улицы Большой Печёрской располагался главный дом усадьбы (не сохранился). В 1881 году в юго-западном углу участка был построен каменный одноэтажный служебный корпус, использовавшийся под конюшню и каретник (литер Б, сохранился). По красной линии Большой Печёрской улицы была выстроена кованая ограда с каменными столбами (сохранилась).
В 1888 году владелец усадьбы затеял строительство флигеля позади главного усадебного дома. Надзор за строительством принял на себя архитектор Н. Д. Григорьев. При этом в первоначальный проект были внесены изменения, упрощавшие изначальное архитектурное решение. В результате решение фасадов приобрело большую цельность. Строительство здания было завершено уже после смерти владельца. Позднее к флигелю с восточной стороны была пристроена дощатая терраса.
В последующий период поменялись владельцы усадьбы: в начале XX века ею владели купцы Солины.

## Архитектура
Сохранившийся флигель В. М. Рукавишникова является оригинальным образцом жилой архитектуры конца XIX века, в архитектуре которого сочетаются приёмы периода эклектики и классицистические элементы декора. Здание деревянное, обшитое досками, одноэтажное, с мансардными помещениями, двумя мезонинами и каменным подвалом. В плане — прямоугольное, с пятигранным выступом с восточной стороны, в настоящее время скрытым прямоугольной террасой.
Главный фасад имеет семь осей света, фланкирован ризалитами, между которыми расположен сильно выступающий балкон с металлическим ограждением. Над ризалитами расположены мезонины, перекрытые кровлями лучкового профиля. Между мезонинами расположены мансардные помещения. Наличники окон рамочные профилированные, имеют имитации замковых камней с выпуклыми гранями. Южный фасад в целом повторяет северный, но без ризалитов. Все фасады оформлены филенчатыми лопатками.